# Nome Census Area
Nome Census Area is een borough in de Amerikaanse staat Alaska.
De borough heeft een landoppervlakte van 59.572 km². Het telt 9.196 inwoners (volkstelling 2000). De grootste stad is er Nome.